# 賈斯雷克
賈斯雷克，官方名稱是卡拉卡爾帕克共和國內政部第19號專門流放地，是烏茲別克西北部的一座監獄，以對囚犯使用的殘酷待遇和酷刑而聞名。它位於卡拉卡爾帕克昆格勒區，距離首都努庫斯300公里。
監獄建於1999年，位於前蘇聯化學武器試驗場的遺址上，監獄中的大多數囚犯是國家禁止的宗教組織的成員，以及一些被指控侵犯憲法秩序的政權反對者，一些卡里莫夫總統最大的反對派被監禁於此。
截至2012年，該監獄關押了5，000-7，000人。
該監獄於2019年9月被烏茲別克斯坦總統沙夫卡特·米爾濟約耶夫下令關閉。